# Darquba
Darquba è un comuni dell'Azerbaigian situato nel distretto di Lənkəran. 